# Узинагаш (Жамбильський район)
Узинага́ш (каз. Узынағаш) — село, центр Жамбильського району Алматинської області Казахстану. Адміністративний центр Узинагаського сільського округу.
У радянські часи село називалось Узунагач.
Населення — 46184 особи (2021; 30589 у 2009, 23887 у 1999, 19798 у 1989).

## Видатні уродженці
- Бабажанов Дадаш Бабажанович — Герой Радянського Союзу.